# Maria Piotrowska (muzykolog)
Maria Renata Piotrowska (ur. 3 lutego 1941 w Warszawie, zm. 8 maja 2014 w Grodzisku Mazowieckim) – polska muzykolożka, doktor habilitowana, profesor Instytutu Muzykologii KUL.

## Życiorys
Ukończyła studia z zakresu Teorii muzyki w Państwowej Wyższej Szkole Muzycznej im. Fryderyka Chopina w Warszawie, a także muzykologiczne w Instytucie Muzykologii Uniwersytetu Warszawskiego. Karierę zawodową rozpoczęła w warszawskiej Akademii Teologii Katolickiej, a kontynuowała w Katedrze Kulturoznawstwa Uniwersytetu Wrocławskiego. W 1991 przedstawiła rozprawę Tezy o możliwości hermeneutyki muzycznej w świetle stu lat jej historii i na jej podstawie uzyskała stopień doktora habilitowanego nauk humanistycznych w zakresie historii, specjalność: historia i teoria muzyki. W latach 1991–2001 pracowała jako profesor zwyczajna, w latach 1999–2001 kierowała Katedrą Teorii Muzyki PWSM im. Fryderyka Chopina w Warszawie. W 2002 zainicjowała powstanie Katedry Hermeneutyki i Krytyki Muzycznej w Instytucie Muzykologii Katolickiego Uniwersytetu Lubelskiego Jana Pawła II. Maria Piotrowska był członkinią Komitetu Nauk o Sztuce Polskiej Akademii Nauk oraz Związku Kompozytorów Polskich. 
Pochowana na Cmentarzu w Wilanowie.
Przedmiotem badań muzykologicznych Marii Piotrowskiej było zastosowanie metody hermeneutyki w interpretacji dzieł religijnych z XVIII i XIX wieku.

## Publikacje
- Neoklasycyzm w muzyce XX wieku (1982);
- Tezy o możliwości hermeneutyki muzycznej w świetle stu lat jej historii (1990);
- Hermeneutyka. 46 minucji dla muzykologów (2007).